# 橫山伯公大樟樹
24°43′07″N 121°06′56″E / 24.718735°N 121.1156088°E
橫山伯公大樟樹，是位於臺灣新竹縣橫山鄉橫山村、橫山國小後門的樟樹，被當地人視為神樹。

## 樹狀
橫山伯公大樟樹位於橫山鄉橫山國小後門。在1995年時，此樹就已是橫山地區最大的樟樹。2001年報導依照農委會紀錄，樹高20公尺、胸圍6.6公尺、胸徑2.1公尺、樹冠150平方公尺，約1710年代左右種植。

## 信仰
新竹縣政府列為珍貴樹木的老樹，包含了反映客家人對於土地公信仰、與早期客家先民耕耘開拓歷史的橫山伯公大樟樹、芎林鹿寮坑伯公茄苳巨木等伯公樹。居民尊稱橫山伯公大樟樹為「樟樹伯公」。據橫山社區發展協會總幹事陳重益說，此樹雖然位在民宅區，但受風吹斷落時不會傷到鄰屋，枝幹掉落也從沒有傷過居民。
太平洋戰爭期間，因樟樹可作為炸藥成分，苗栗縣以北丘陵的樟樹群遭大量砍伐。當地耆老陳明亮表示，當時有一些人想砍伐此樟樹，但腹痛如絞，紛紛認為樟樹顯靈。
橫山國小學童畢業時，會依照慣例繞行此樹、掛祈福牌，以作感謝與祈求神靈繼續保佑平安如意。

## 景點

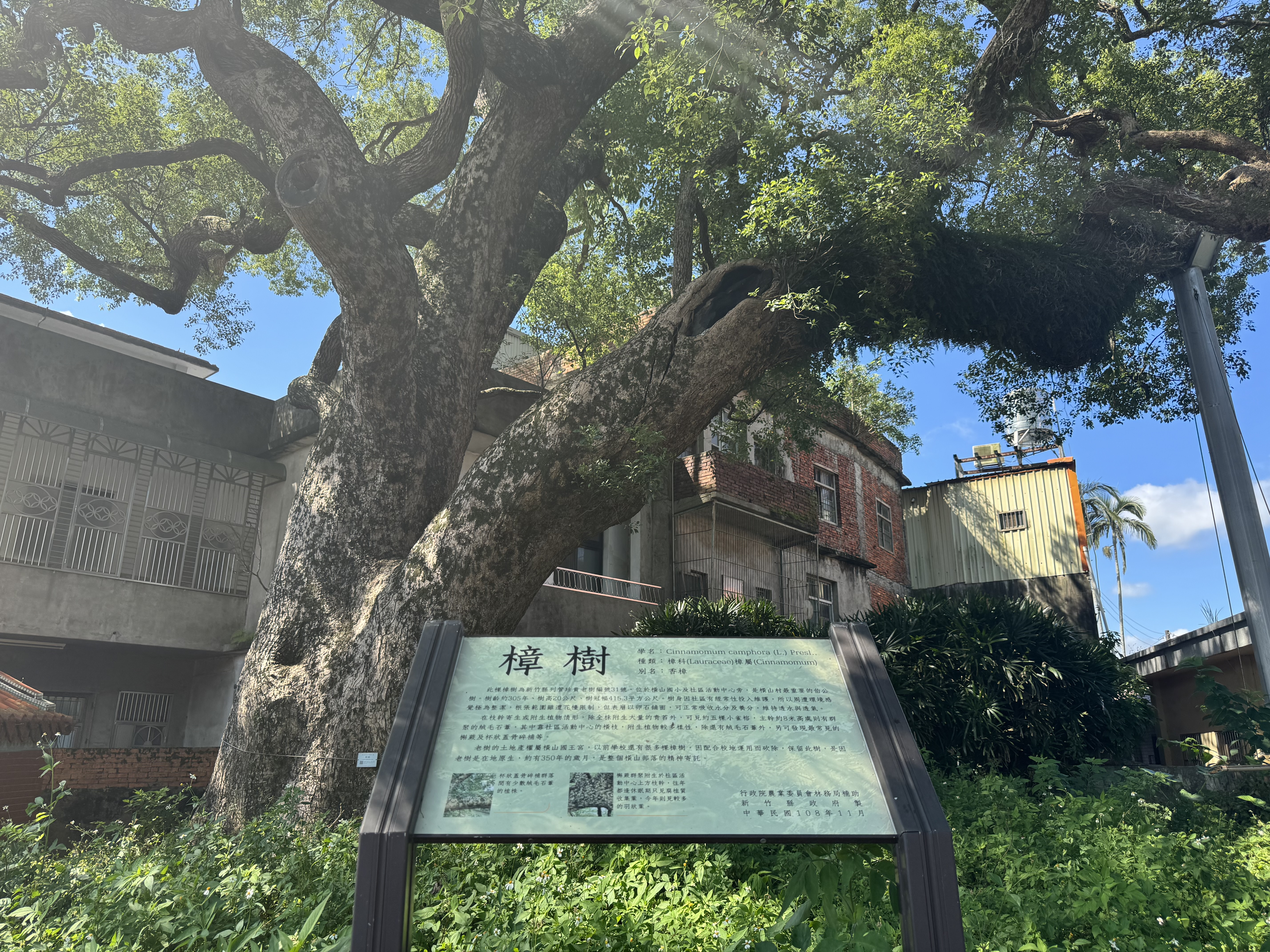
樹幹與解說牌

1995年夏，橫山國小校長黃金助、華山國中校長張秀竹、地方人士蔡維邦等人，發起維護此樹的宣傳，期使能獲得更妥善的愛護，免於被破壞。該樹被愛樹協會列為從桃園到新竹的賞樹景點之一。客家桐花祭期間，居民在樹旁掛油桐木製成的許願牌，並搭配客家農產品、米食、特產，促銷當地特色。